# ستيف أرندت
ستيف أرندت (بالإنجليزية: Steve Arndt)‏ هو سياسي أمريكي، ولد في 28 أبريل 1954 في بورت كلينتون في الولايات المتحدة. حزبياً، نشط في الحزب الجمهوري. وقد انتخب عضو مجلس نواب أوهايو.